# Lebak (Winongan)
Lebak is een bestuurslaag in het regentschap Pasuruan van de provincie Oost-Java, Indonesië. Lebak telt 2174 inwoners (volkstelling 2010).